# أول مورتنسن
أول مورتنسن (29 يناير 1958 في الدنمارك - ) هو لاعب كريكت دانمركي. شارك مع منتخب الدنمارك الوطني للكريكت. أما مع النوادي، فقد لعب مع نادي مقاطعة ديربيشاير للكريكت ‏.

## وصلات خارجية
- أول مورتنسن على موقع إي آس بي آن كريك إنفو (الإنجليزية)